# نصرآباد (خمین)
نصرآباد (خمین)، روستایی از توابع بخش مرکزی شهرستان خمین در استان مرکزی ایران است.که در گذشته ارمنی نشین بوده است که کلیسای ان تبدیل به مسجد شد ساکنان ان غیربومی روستا هستند که پس از مهاجرت ارمنی ها وارد روستا شدندلهجه انها لهجه فارسی محلی است وقبل انقلاب ازروستاهای توابع الیگودرز محسوب میشده قبرهای تاریخی مسیحی ها در روستا هنوز سر جایش است علت نامگذاری روستا از کلمه نصر یا نصرانی هست که به خاطر مسیحیان نامگذاری شد از مدت نامگذاری روستا قرنها میگذردهنوز تاکستانهای شراب مسییحیان ویا خانه هایشان کم وبیش پابرجاست

## جمعیت
این روستا در دهستان آشناخور قرار دارد و براساس سرشماری مرکز آمار ایران در سال ۱۳۸۵، جمعیت آن ۱۸۴ نفر (۴۸خانوار) بوده‌است؛ ولی اکنون در سال ۱۳۹۵ جمعیت آن ۲۵۰ نفر می‌باشد.